# Zuidkegel

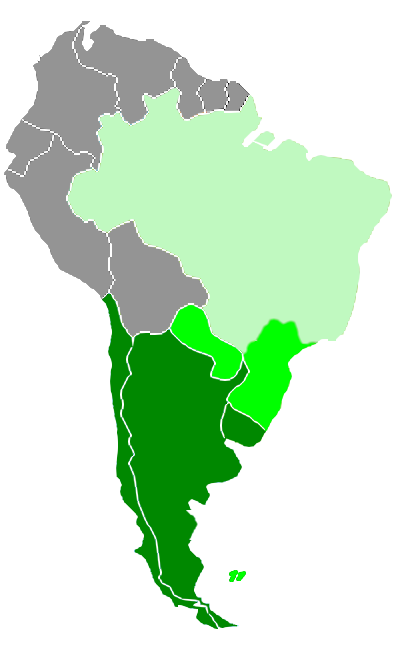
Zuidkegel

De Zuidkegel (Spaans: Cono Sur; Portugees Cone Sul) is de benaming voor het zuidelijke gedeelte van Zuid-Amerika. De benaming is gebruikelijk in de Spaans- en Engelstalige wereld, maar wordt in het Nederlands minder vaak gebruikt. Het gebied wordt ook wel simpelweg Zuidelijk Zuid-Amerika genoemd.
De naam verwijst naar de vorm van het gebied, dat de vorm heeft van een naar het zuiden gerichte kegel. De Zuidkegel omvat de landen Chili, Argentinië en Uruguay. Het westelijke gedeelte wordt ingenomen door het grote gebergte de Andes, terwijl het oostelijk deel bestaat uit een laagvlakte, de pampa. De Zuidkegel geldt als het meest welvarende en ontwikkelde gedeelte van Zuid-Amerika. Volgens de Index van de menselijke ontwikkeling van Verenigde Naties is de ontwikkeling van deze landen ongeveer vergelijkbaar met die van Oost-Europa, hoger dan die van de rest van Zuid-Amerika. De bevolking van de Zuidkegel heeft een grotere Europese achtergrond dan die van de rest van het continent, zowel etnisch als cultureel. Het is opvallend dat in de drie landen van de Zuidkegel in de jaren zeventig en tachtig gelijkaardige militaire dictaturen bestonden.
Uit geografische gronden worden Paraguay en het zuidelijk gedeelte van Brazilië ook wel tot de Zuidkegel gerekend. Cultureel en etnisch gezien wijken beide landen echter aanzienlijk af van de andere drie.